# Авро 531
Авро 531 (енгл. Avro 531 Spider) је британски ловачки авион. Први лет авиона је извршен 1918. године. 

Авион се показао као високо покретљив и са добрим видиком за пилота. Међутим за производњу је одабран Сопвит Снајп, а 531 је кориштен даље за експерименте.
Највећа брзина авиона при хоризонталном лету је износила 193 km/h.
Распон крила авиона је био 8,68 метара, а дужина трупа 6,25 метара. Био је наоружан са једним митраљезом калибра 7,7 милиметара Викерс.

## Наоружање
| Наоружање авиона: Авро 531     |     |
| Ватрено (стрељачко) наоружање  |     |
| Топ                            |     |
| Митраљез                       |     |
| Број и ознака митраљеза        | 1   |
| Калибар                        | 7,7 |
| Бомбардерско наоружање (бомбе) |     |
| Ракетно наоружање (ракете)     |     |

## Земље које су користиле авион
- Велика Британија